# Orestide
Orestide (in greco antico: Ὀρεστίς?, Orestís) era una regione della Macedonia Superiore, corrispondente grosso modo all'attuale prefettura di Kastoria, Macedonia Occidentale, Grecia.
I suoi abitanti furono la tribù Orestae. Come per la maggior parte della Macedonia Superiore, essa divenne parte della Macedonia soltanto dopo l'inizio del IV secolo a.C., prima che venisse ad avere strette relazioni con l'Epiro. Un anello d'argento del VII secolo a.C. recante il comune nome di Antioco è stato trovato nel santuario di Dodona .

## Storia
Nell'antichità, Orestide confinava con l'area di insediamento degli Epiroti a ovest, con i monti Boion come confine naturale, con i paesaggi di Lincestide ed Eordia a nord e a est e con la regione di Elimiotide a sud. Con questi tre e includendo il paesaggio di Pelagonia, Orestide costituiva uno dei cosiddetti paesaggi montani superiori della Macedonia. Gli antichi insediamenti noti erano Keletron (probabilmente identico a Kastoria) e Argos Orestikon.
Secondo la tradizione, la terra prese il nome da Oreste, che qui visse per qualche tempo durante la sua fuga dopo l'assassinio della madre e fondò anche Argos Orestikon. Anche i suoi abitanti nacquero dall'unione di varie tribù illiriche ed epirotiche, sebbene egli stesso li annoverasse tra le tribù dell'Alta Macedonia. 
Durante la guerra peloponnesiaca, un migliaio di orestiesi sotto il loro re Antioco accompagnavano i parauesi d'Epiro. Ecateo e Strabone identificarono questi regni montani come  epirotici.
Nativi della regione furono: Pausania di Orestide, l'amante e omicida di Filippo II, e tre eminenti diadochi di Alessandro, Perdicca (figlio di Oronte), Seleuco I Nicatore (figlio di Antioco) e Cratero, figlio di un nobile, da Orestis chiamato Alessandro. 
La regione divenne di nuovo indipendente nel 196 a.C. quando i romani, dopo avere sconfitto Filippo V, dichiararono il popolo libero, ricompensadolo così per avere aderito alla causa romana nella recente guerra contro la Macedonia. Secondo Appiano, l'antica città di Argos Orestikon (nell'attuale Orestida), piuttosto che Argo peloponnesiaca, sarebbe la patria della dinastia argeade.